# Heiweg
De Heiweg (ook bekend als Mescherberg) is een heuvel en straatnaam in het Heuvelland gelegen tussen Mesch en Moerslag (Sint Geertruid), aan de rand van het plateau van Margraten in het zuiden van de Nederlandse provincie Limburg. De Schelberg komt uit op de Heiweg.
Boven op de Heiweg werd in november 2013 een negen meter hoge uitkijktoren gebouwd.

## Wielrennen
Het steilste deel van de klim is direct aan de voet. Halverwege is er nog een gedeelte met een stijgingspercentage van rond de 7%.
De Heiweg was in 2014 onderdeel van de 7e etappe van de Eneco Tour en werd in 2017, 2018 en 2019 opgenomen in de Amstel Gold Race.
Ook komt deze voor in de Volta NXT Classic.